# Bełdów (gromada)
Bełdów – dawna gromada, czyli najmniejsza jednostka podziału terytorialnego Polskiej Rzeczypospolitej Ludowej w latach 1954-1972.
Gromady, z gromadzkimi radami narodowymi (GRN) jako organami władzy najniższego stopnia na wsi, funkcjonowały od reformy reorganizującej administrację wiejską przeprowadzonej jesienią 1954 do momentu ich zniesienia z dniem 1 stycznia 1973, tym samym wypierając organizację gminną w latach 1954-1972.
Gromadę Bełdów siedzibą GRN w Bełdowie tworzono – jako jedną z 8759 gromad na obszarze Polski – w powiecie łódzkim w woj. łódzkim, na mocy uchwały nr 34/54 WRN w Łodzi z dnia 4 października 1954. W skład jednostki weszły obszary dotychczasowych gromad Adamów Nowy, Adamów Stary, Bełdów, Bełdówek, Błoto, Ciężków, Sanie i Słowak ze zniesionej gminy Bełdów w tymże powiecie. Dla gromady ustalono 14 członków gromadzkiej rady narodowej.
1 stycznia 1959 do gromady Bełdów przyłączono wieś Sobień, wieś Chrośno, osadę Kobiałka, osadę Linda i wieś Krasnodęby Stare ze zniesionej gromady Sobień.
Gromada przetrwała do końca 1972 roku, czyli do kolejnej reformy gminnej.